# Contortipalpia
Contortipalpia is een geslacht van vlinders van de familie van de grasmotten (Crambidae), uit de onderfamilie van de Glaphyriinae. De wetenschappelijke naam en de beschrijving van dit geslacht werden voor het eerst in 1964 gepubliceerd door Eugene Gordon Munroe. Munroe beschreef ook de eerste soort uit het geslacht, Contortipalpia masculina, die als typesoort is aangeduid.

## Soorten
- Contortipalpia masculina Munroe, 1964
- Contortipalpia santiagalis (Schaus, 1920)